# Internierungslager für Soldaten der Volksrepublik Ukraine
Die Internierungslager für Soldaten der Volksrepublik Ukraine bestanden in Polen von 1919 bis 1923.

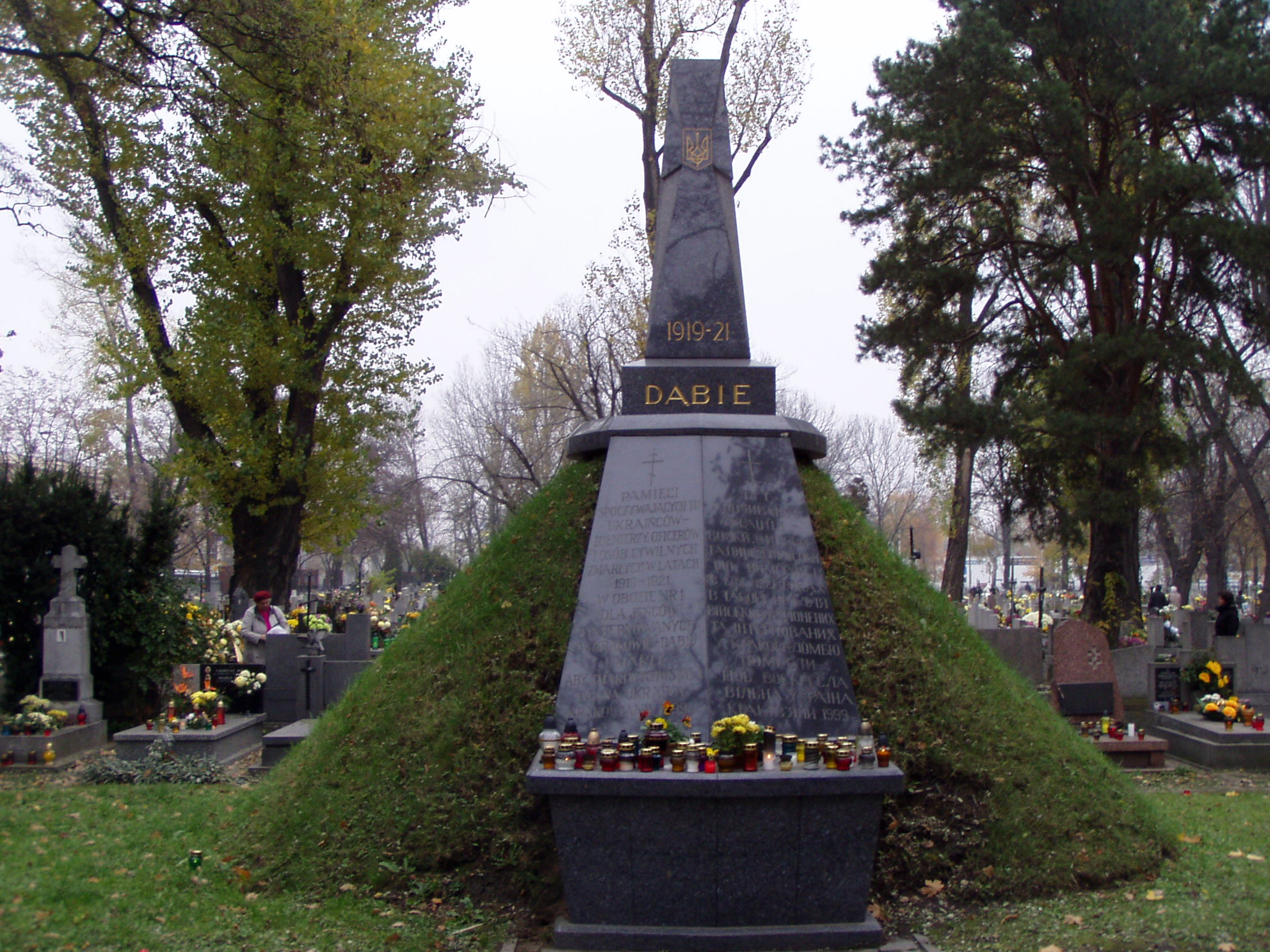
Denkmal für die verstorbenen Internierten auf dem Friedhof Rakowicki in Krakau

## Geschichte
Die ersten Soldaten der Ukrainischen Volksrepublik wurden im polnischen Łańcut 1919 interniert. Nach der endgültigen ukrainischen Niederlage 1920 verbunden mit dem Rückzug der ca. 20.000 Mann starken Armee auf polnisches Territorium und der Unterzeichnung des Friedens von Riga, internierte Polen die Soldaten in Lagern in Aleksandrów Kujawski, Krakau-Dąbie, Kalisz, Tschenstochau, Piotrków Trybunalski, Wadowice, Łańcut und dem Dorf Pikulice. 1921 verlegte man die Soldaten aus dem Lager Łańcut nach Strzałkowo und aus Aleksandrów Kujawski nach Szczypiorno. Mit der Zeit wanderten viele Ukrainer in die Tschechoslowakei und nach Frankreich aus. 1923 löste man die Lager auf, die verbliebenen Ukrainer bekamen den Status politischer Flüchtlinge.